# Роато
Роа̀то (на италиански: Roatto; на пиемонтски: Roat, Роат) е село и община в Северна Италия, провинция Асти, регион Пиемонт. Разположено е на 256 m надморска височина. Населението на общината е 367 души (1 януари 2023).